# 夏小堡站
夏小堡站位于山西省大同市天镇县逯家湾镇夏小堡村，建于1943年。离北京站288公里，离包头站544公里。距上行车站西湾堡站10公里，距下行车站天镇站8公里。该站隶属太原铁路局。办理客运业务但不办理货运业务，为五等车站。

## 停靠车次
- 张家口站-大同站（普慢6087），到时15：51，发时15：52，停1分钟。